# Gabriele Albanesi
Gabriele Albanesi (Roma, 3 marzo 1978) è un regista, sceneggiatore e produttore cinematografico italiano.

## Biografia
Con una formazione da autodidatta, Albanesi inizia a girare cortometraggi e lungometraggi in Video8 dall'età di sedici anni.Laureatosi in Scienze della comunicazione all'Università La Sapienza di Roma con una tesi sull'evoluzione del cinema horror italiano, e già critico cinematografico, fa esperienza come assistente alla regia in diversi video musicali diretti dai Manetti Bros.. Nell'estate del 2000, in occasione di un dibattito a seguito della proiezione del film Autunno della regista Nina Di Majo e alla presenza di Nanni Moretti, attacca energicamente un certo modo di intendere il cinema d'autore italiano contemporaneo. Nel 2001, con lo pseudonimo di George Kaplan, collabora alla realizzazione di alcune puntate del programma televisivo Stracult in onda su Rai 2.
Dopo avere diretto tre cortometraggi, Braccati (2001), L'armadio (2002), e Mummie (2003), debutta al cinema nel 2006 con lo splatter Il bosco fuori girato in 17 giorni con un budget inferiore a cinquantamila euro. Il film, coprodotto dai Manetti Bros., si è avvalso degli effetti speciali creati da Sergio Stivaletti che hanno causato al film stesso il divieto ai minori di 18 anni(lo stesso Stivaletti ha affermato «Non ho mai utilizzato tanto sangue in nessun altro film!»). L'intenzione del regista era quella di rilanciare il cinema horror italiano riferendosi ai film "estremi" di inizio anni '70, con uno stile non politicamente corretto e non appiattito sul concetto di "televisionabilità". Il film, distribuito negli Stati Uniti d'America da Sam Raimi tramite Lions Gate Entertainment e Ghost House Pictures, è stato presentato in concorso al Philadelphia Film Festival e al Montreal World Film Festival ed ha vinto il premio come miglior attore protagonista (Gennaro Diana) al Buenos Aires Rojo Sangre Film Festival. La rivista Variety definisce Albanesi come "un regista appassionato di horror che i fan del genere vorranno tenere d'occhio".
Nel 2010 dirige il suo secondo film, Ubaldo Terzani Horror Show, prodotto da Minerva Pictures e coprodotto sempre dai Manetti Bros. Il film vince il premio della Giuria al Fantaspoa e viene distribuito in home video negli Stati Uniti d'America dalla RaroVideo USA. Nel 2011 produce in collaborazione con l'Università degli Studi di Roma Tor Vergata il film antologico diretto da un gruppo di registi esordienti Fantasmi - Italian Ghost Stories, rieditato nel 2014 e distribuito nelle sale con il nuovo titolo di Paranormal Stories. Nel 2012 dirige in 3D il videoclip Kiss Me Dracula, Claudio Simonetti, tratto dalla colonna sonora del film di Dario Argento Dracula 3D e pubblicato tra gli extra del blu-ray del film.
Nel 2021 fa il suo ritorno alla regia di un lungometraggio con Bastardi a mano armata, una co-produzione italo-brasiliana prodotta da Minerva Pictures con Rai Cinema, Prime Video e Boccato Productions. Il film viene scelto come film di apertura dell'edizione 2021 del Noir in Festival e, a causa della chiusura delle sale cinematografiche per la Pandemia di COVID-19, viene distribuito direttamente sulle piattaforme on demand a partire dall'11 febbraio 2021. In seguito il film viene distribuito in oltre trenta paesi del mondo, tra cui Germania, Austria, Svizzera, Giappone, Russia, Ucraina, Cina, Taiwan, Corea del Sud e Ungheria.
Filmografia

### Regista e sceneggiatore
- Braccati - cortometraggio (2001)
- L'armadio - cortometraggio (2002)
- Mummie - cortometraggio (2003)
- Il bosco fuori (2006)
- Ubaldo Terzani Horror Show (2010)
- Bastardi a mano armata (2021)

### Sceneggiatore
- Offline, regia di Andrea Gagliardi, e Urla in collina, regia di Omar Protani e Marco Farina, episodi del film Fantasmi - Italian Ghost Stories (2011)
- Stalking Eva, regia di Joe Verni (2015)

### Produttore
- Braccati, regia di Gabriele Albanesi - cortometraggio (2001)
- Il bosco fuori, regia di Gabriele Albanesi (2006)
- Fantasmi - Italian Ghost Stories, regia di Omar Protani e Marco Farina (2011)
- Shoot Me for Life, regia di Laura Paj - cortometraggio (2014)
- Surrounded, regia di Laura Girolami e Federico Patrizi (2014)
- Stalking Eva, regia di Joe Verni (2015)